# Paul John Geoffrey Keating
Paul John Geoffrey Keating (* 13. August 1924 in Dublin; † 16. September 1980) war ein irischer Botschafter.

## Leben
Paul John Geoffrey Keating ist das erste Kind von Mary Mercedes Joyce und Joseph Hannon Keating. Am 2. Juni 1952 heiratete er in New York City Annie Teresa, die zweite Tochter von Francis McGowan of Creevykeel Sligo. Ihre Kinder sind Una (* 1953) und Geoffrey (* 1957). Er wurde 1946 auf dem Trinity College Dublin Bachelor. Von 1947 bis 1948 studierte er in Paris. 1949 trat er als Gesandtschaftssekretär dritter Klasse in den auswärtigen Dienst. 1951 wurde er der irischen Mission beim UN-Hauptquartier als Vice-Consul zugeteilt. 1956 wurde er zum Gesandtschaftssekretär zweiter Klasse ernannt. 1956, 1957, 1958 und 1960 war er Mitglied der irischen Delegationen zu den Generalversammlungen der Vereinten Nationen. 1960 wurde er in Dublin zum Gesandtschaftssekretär erster Klasse ernannt. 1962 wurde er an die Botschaft in London versetzt, wo er 1964 zum Gesandtschaftsrat ernannt wurde. 1967 war er Zeremonienmeister des Außenministeriums in Dublin. 1968 war er Botschafter in Lagos (Nigeria). Von 1970 bis 1972 war er Botschafter in Bonn. Vom 14. November 1978 bis zum 16. September 1980 war er ständiger Vertreter der irischen Regierung beim UN-Hauptquartier.

## Dekoration
Er wurde als Großoffizier in den Orden Leopolds II. aufgenommen.
| Vorgänger         | Amt                                                                                             | Nachfolger   |
| ----------------- | ----------------------------------------------------------------------------------------------- | ------------ |
| —                 | irischer Botschafter in Lagos 1970 bis 1972                                                     | Aidan Mulloy |
| Eamonn L. Kennedy | irischer Botschafter in Bonn 1970 bis 1972                                                      | Seán Ronan   |
| Eamonn L. Kennedy | ständiger Vertreter der irischen Regierung in New York 14. November 1978 bis 16. September 1980 | Noel Dorr    |